# Rohles
Rohles (541 m n. m.) je vrch v okrese Svitavy v Pardubickém kraji. Leží asi 1 km severozápadně od obce Rozhraní, vrcholem na katastrálním území obce Chrastavec, jižními svahy na území části Bradlné. Je to nejvyšší vrchol Ústecké brázdy.

## Geomorfologické zařazení
Geomorfologicky vrch náleží do celku Svitavská pahorkatina, podcelku Českotřebovská vrchovina, okrsku Ústecká brázda a podokrsku Březovská brázda.